# Karel Reiner
Karel Reiner, né le 27 juin 1910 et mort le 17 octobre 1979, est un compositeur et pianiste tchécoslovaque persécuté comme juif par les nazis et comme formaliste (en) par les communistes. Il est le seul compositeur de musique classique qui a survécu au camp de concentration de Theresienstadt.

## Biographie
Reiner est né à Žatec, en royaume de Bohême, dans une famille juive. Son père, Josef, était cantor à la synagogue de Žatec. Karel étudie le droit et obtient son doctorat en 1934. En 1929, il étudie aussi la composition en privé avec Alois Hába et compose Fantaisie pour piano à quarts de ton. En 1931, il obtient son diplôme de l'école de maître de composition avec une  Suite pour orchestre après avoir été l'élève de Josef Suk. Il est aussi un pianiste de concert qui collabore avec le théâtre d'Emil František Burian de 1934 à 1938. Pendant la Seconde Guerre mondiale, il est emprisonné dans les camps de concentration allemands. D'abord, dans celui de Theresienstadt (il y est déporté le 7 juillet 1943), il participe aux activités musicales et crée la musique de scène pour la pièce Esther mise en scène par Norbert Frýd (en). Le 28 septembre 1944, il est déporté à Auschwitz-Birkenau, puis à Landsberg et, enfin, à Kaufering (en), camp annexe de celui de Dachau. Après la Marche de la mort et la libération, il retourne à Prague, où il retrouve son épouse Hana, qui a aussi survécu aux camps de concentration. Après la guerre, il a du mal à obtenir sa citoyenneté tchèque, même s'il s'est toujours considéré comme tchèque à l'âge adulte, et non comme juif ni allemand. Il recommence à participer à la vie musicale, mais peu après le Coup de Prague en 1948, il est accusé de formalisme. Reiner devient membre du Parti communiste tchécoslovaque en 1948, mais le quitte en 1969. Il meurt à Prague en 1979.

## Style
La création musicale de Reiner s'étend sur cinquante ans, de 1928-1929 à 1979 et est étroitement liée à la situation politique en Tchécoslovaquie au XXe siècle. La première période artistique de Reiner est influencée par ses professeurs et ses modèles (Alois Hába, Josef Suk,  Emil František Burian et Erwin Schulhoff), fait partie de la production de l'avant-garde artistique tchèque et est plus tard qualifiée de formalisme et rejetée par les communistes. Après cette critique du parti communiste, Reiner est forcé de trouver de nouveaux moyens plus traditionnels et plus conservateurs de composer. Cette période dure à peu près jusqu'en 1960. Les œuvres de la dernière période (1960–79) sont considérées comme celles qui ont la plus grande valeur artistique. L'évolution de la musique en Tchécoslovaquie était alors plus libre, et Reiner a donc pu montrer sa pensée musicale expressive. Il a composé dans presque toutes les catégories de musique : il a créé des œuvres vocales (chansons, œuvres chorales), des œuvres instrumentales (musique pour instrument solo, musique de chambre, musique symphonique), des œuvres vocales et instrumentales (cantates, opéra), de la musique de film, de la musique de scène; a composé des chansons de danse populaires au début de sa carrière et a aussi été inspiré par la musique jazz et folk. Il a composé pour presque tous les instruments, y compris la clarinette basse, le hammered dulcimer, le tambour et le saxophone baryton.
Une réinterprétation de chansons du cycle Květěný kůň et une performance du ghetto de Terezín Staročeská Esther ont été préparées par Aida Mujačič.

## Quelques œuvres
- 9 veselých improvizací (Neuf improvisations hilarantes pour piano), 1929
- 5 jazzových studií (Cinq études de jazz pour piano), 1930
- Suite pour grand orchestre, 1931
- Koncertantní suita (Suite concertante pour instruments à vent et percussion), 1947
- Symphonie no 1, 1959
- Symfonická předehra (Ouverture symphonique pour grand orchestre), 1963
- Trio pour flûte, clarinette basse et percussion, 1964
- Concerto pour clarinette basse, orchestre à cordes et percussion, 1965
- Hudba (Musique pour quatre clarinettes), 1965
- Koncertantní suita (Suite concertante pour grand orchestre), 1967
- Concertino pour basson, instruments à instruments et percussion, 1969
- Repliky (Répliques), trio pour flûte, alto et harpe, 1973
- Allocutions pour orchestre de chambre, 1975
- Sloky (Stances pour alto et piano), 1975
- Tři symfonické věty (Trois mouvements symphoniques pour orchestre), 1978